# Ненад Б'єкович
Ненад Б'єкович (серб. Ненад Бјековић / Nenad Bjeković, нар. 5 листопада 1947, Зренянин) — югославський футболіст, що грав на позиції нападника, зокрема за клуби «Партизан» та «Ніцца», а також національну збірну Югославії. По завершенні ігрової кар'єри — тренер.

## Клубна кар'єра
У дорослому футболі дебютував 1965 року виступами за команду «Пролетер», в якій провів чотири сезони, взявши участь у 103 матчах чемпіонату. 
Своєю грою за цю команду привернув увагу представників тренерського штабу белградського «Партизана», до складу якого приєднався 1969 року. Відіграв за столичну команду наступні сім сезонів своєї ігрової кар'єри. Більшість часу, проведеного у складі «Партизана», був основним гравцем атакувальної ланки команди. У складі «Партизана» був одним з головних бомбардирів команди, маючи середню результативність на рівні 0,41 гола за гру першості. За результатами сезону 1975/76 став найкращим бомбардиром югославського чемпіонату і допоміг команді виграти цей турнір.
Після цого тріумфу перейшов до французької «Ніцци», за яку відіграв п'ять сезонів. Граючи у складі «Ніцци» також здебільшого виходив на поле в основному складі команди. В новому клубі був серед найкращих голеодорів, відзначаючись забитим голом в середньому щонайменше у кожній другій грі чемпіонату. Завершив професійну кар'єру футболіста виступами за «Ніццу» у 1981 році.

## Виступи за збірну
1968 року дебютував в офіційних матчах у складі національної збірної Югославії.
Загалом протягом кар'єри у національній команді, яка тривала 9 років, провів у її формі 22 матчі, забивши 4 голи.

## Кар'єра тренера
Розпочав тренерську кар'єру невдовзі по завершенні кар'єри гравця, 1984 року, очоливши тренерський штаб «Партизана».
За три роки, у 1987, був запрошений очолити тренерський штаб іншої команди, у якій свого часу виступав, французької «Ніцци». Тренував команду з Ніцци два роки.
Протягом частини 1990 року удруге очолював команду «Партизана».

## Титули і досягнення

### Як гравця
- Чемпіон Югославії (1):

«Партизан»: 1975-1976

### Як тренера
- Чемпіон Югославії (2):

«Партизан»: 1985-1986, 1986-1987